# Yelena Parxomenko
Yelena Parxomenko (ros.: Елена Пархоменко, Jelena Parchomienko; ur. 11 września 1982 w Azerbejdżanie) – azerska siatkarka, grająca jako środkowa. Obecnie występuje w drużynie Lokomotiv Baku.
Jej siostrą jest Oksana Parxomenko.

## Kariera
| Klub                     | Kraj        | Od        | Do        |
| Neftyag                  | Azerbejdżan | 1999–2000 | 1999–2000 |
| Lokomotiv Baku           | Azerbejdżan | 2000–2001 | 2000–2001 |
| Azerrail Baku            | Azerbejdżan | 2001–2002 | 2006–2007 |
| Megius Volley Club Padwa | Włochy      | 2007–2007 | 2007–2007 |
| Azerrail Baku            | Azerbejdżan | 2007–2008 | 2008–2009 |
| Lokomotiv Baku           | Azerbejdżan | 2009–2010 | ....      |

## Sukcesy
- Mistrzostwa Azerbejdżanu
  -  2002, 2003, 2004, 2005.
- Liga Mistrzyń
  -  2002
- Puchar Challenge
  -  2012